# Kirsi Kunnas
Kirsi Marjatta Kunnas, född 14 december 1924 i Helsingfors, död 8 november 2021 i Ylöjärvi, var en finländsk författare, poet och översättare. 

## Karriär
Kunnas debuterade 1947 med diktsamlingen Villiomenapuu som hade modernistiska inslag. I hennes följande publikation Uivat saaret som kom ut 1950 prövade hon språkets gränser och lekte med rytmer så till den grad att dikterna blev kritiserade för att vara alltför humoristiska. Hon började därefter översätta engelska barnkammarrim (Hanhiemon iloinen lipas, 1954) och detta inspirerade henne till att själv börja skriva för barn. Hon blev en pionjär inom finsk barnlitteratur, framför allt genom sviten med berättande dikter om fantasifiguren Tiitiäinen, inledd med Tiitiäisen satupuu (1956). Ordglädje och betvingande rytm gav hennes dikter en särskild plats i hjärtat hos unga läsare. Puut kantavat valoa (1999) är ett urval ur alla hennes samlingar 1947–1986. Hon skrev även bland annat tv-dramer samt översatte ett sextiotal vuxen- och barnböcker, bland annat Ivan Krylovs djurfabler och Federico García Lorcas diktverk Romancero gitano, till finska. Hon var även verksam som litteraturkritiker och inom olika författarorganisationer. Hon var ordförande i Finlands Penklubb 1975–1979.
Hennes föräldrar var konstnärerna Väinö Kunnas och Sylvi Kunnas. Kirsi Kunnas var sedan 1957 gift med författaren Jaakko Syrjä.

## Utmärkelser i urval
- Kalevi Jäntti-priset 1954
- Pro Finlandia-medaljen 1973
- Topeliuspriset för årets bästa barnbok 1986 och 1992
- Filosofie hedersdoktor 2000
- Konstens akademiker 2009
- Väinö Linna-priset 2011
- Aleksis Kivipriset 2012
- Eino Leino-priset 2018

### Uppslagsverk
- ”Kunnas, Kirsi”. Biografiskt lexikon för Finland. Helsingfors: Svenska litteratursällskapet i Finland. 2008–2011. URN:NBN:fi:sls-5033-1416928957639
- Widén, Gustaf: Kunnas, Kirsi i Uppslagsverket Finland (webbupplaga, 2012). CC-BY-SA 4.0